# مارك ليتل (مقدم تلفزيوني)
مارك ليتل (بالإنجليزية: Mark Little)‏ هو مقدم تلفزيوني أسترالي، ولد في 20 أكتوبر 1959 في بريزبان في أستراليا.

## وصلات خارجية
- مارك ليتل على موقع IMDb (الإنجليزية)
- مارك ليتل على موقع قاعدة بيانات الفيلم (الإنجليزية)